# Екалака (Монтана)
Екалака (англ. Ekalaka) — місто (англ. town) в США, в окрузі Картер штату Монтана. Населення — 399 осіб (2020).

## Географія
Екалака розташована за координатами 45°53′21″ пн. ш. 104°33′5″ зх. д. / 45.88917° пн. ш. 104.55139° зх. д. (45.889215, -104.551287).  За даними Бюро перепису населення США в 2010 році місто мало площу 2,71 км², з яких 2,70 км² — суходіл та 0,00 км² — водойми.

### Клімат
| Клімат : Екалака                   | Клімат : Екалака | Клімат : Екалака | Клімат : Екалака | Клімат : Екалака | Клімат : Екалака | Клімат : Екалака | Клімат : Екалака | Клімат : Екалака | Клімат : Екалака | Клімат : Екалака | Клімат : Екалака | Клімат : Екалака | Клімат : Екалака |
| Показник                           | Січ.             | Лют.             | Бер.             | Квіт.            | Трав.            | Черв.            | Лип.             | Серп.            | Вер.             | Жовт.            | Лист.            | Груд.            | Рік              |
| Абсолютний максимум, °C            | 18,3             | 18,9             | 28,3             | 32,2             | 36,7             | 40,6             | 42,2             | 42,2             | 39,4             | 33,3             | 25,6             | 18,9             | 42,2             |
| Середній максимум, °C              | −1,2             | 2,2              | 7,3              | 14,2             | 20,2             | 25,4             | 29,7             | 29,1             | 22,6             | 15,2             | 5,4              | 0,5              | 14,3             |
| Середня температура, °C            | −7,3             | −3,9             | 0,6              | 6,8              | 12,6             | 17,8             | 21,5             | 20,9             | 14,7             | 8,1              | −0,4             | −5,5             | 7,2              |
| Середній мінімум, °C               | −13,3            | −10,1            | −6,2             | −0,6             | 5,1              | 10,2             | 13,3             | 12,8             | 6,7              | 0,8              | −6,3             | −11,5            | 0,1              |
| Абсолютний мінімум, °C             | −42,2            | −41,7            | −35,6            | −23,9            | −13,3            | −2,8             | −1,1             | −3,3             | −10,6            | −26,1            | −34,4            | −41,7            | −42,2            |
| Норма опадів, мм                   | 15               | 13               | 21               | 47               | 68               | 80               | 48               | 32               | 39               | 40               | 20               | 14               | 437              |
| ---------------------------------- | ---------------- | ---------------- | ---------------- | ---------------- | ---------------- | ---------------- | ---------------- | ---------------- | ---------------- | ---------------- | ---------------- | ---------------- | ---------------- |
| Джерело: NOAA (normals, 1971–2000) |                  |                  |                  |                  |                  |                  |                  |                  |                  |                  |                  |                  |                  |

## Демографія
Згідно з переписом 2010 року, у місті мешкали 332 особи в 176 домогосподарствах у складі 87 родин. Густота населення становила 123 особи/км².  Було 266 помешкань (98/км²).
Расовий склад населення:
| - 96,4 % — білих - 1,2 % — корінних американців |

До двох чи більше рас належало 2,1 %. Частка іспаномовних становила 1,2 % від усіх жителів.
За віковим діапазоном населення розподілялося таким чином: 15,1 % — особи молодші 18 років, 53,6 % — особи у віці 18—64 років, 31,3 % — особи у віці 65 років та старші. Медіана віку мешканця становила 54,0 року. На 100 осіб жіночої статі у місті припадало 88,6 чоловіків;  на 100 жінок у віці від 18 років та старших — 80,8 чоловіків також старших 18 років.
Середній дохід на одне домашнє господарство  становив 44 116 доларів США (медіана — 32 813), а середній дохід на одну сім'ю — 61 413 долари (медіана — 53 750). За межею бідності перебувало 10,1 % осіб, у тому числі 2,5 % дітей у віці до 18 років та 18,6 % осіб у віці 65 років та старших.
Цивільне працевлаштоване населення становило 131 осіб. Основні галузі зайнятості: освіта, охорона здоров'я та соціальна допомога — 30,5 %, сільське господарство, лісництво, риболовля — 12,2 %, транспорт — 11,5 %.